# Gra (film 1968)
Gra – polski film psychologiczny z 1968 roku w reżyserii Jerzego Kawalerowicza.

## Główne role
- Lucyna Winnicka – Małgorzata
- Gustaw Holoubek – mąż Małgorzaty
- Helena Bystrzanowska – kosmetyczka
- Wiesław Gołas – Franek, mężczyzna na weselu
- Jolanta Lothe – Magda, panna młoda
- Anna Łubieńska – przyjaciółka Małgorzaty
- Jan Machulski – Joachim
- Barbara Marszel – kamieniarka
- Stanisław Milski – urzędnik na cmentarzu
- Daniel Bargiełowski – Stefan, kolega z pracowni
- Ryszard Pietruski – pan młody

## Fabuła
Małżeństwo z 12-letnim stażem znalazło się w impasie. Ona - architektka, czuje się niedowartościowana i samotna. On - urzędnik, zależy mu bardziej na reputacji niż na żonie. Małgorzata często chodzi do kosmetyczki, nawet związek z zakochanym w niej Joachimem nie przynosi jej satysfakcji. W końcu ucieka z domu. Na szosie poznaje Franka - badylarza. Jedzie na wesele, gdzie ma ubić interesy. Obłudne towarzystwo nie podoba się jej, ale zostaje na weselu. Po powrocie i awanturze z mężem, Małgorzata zdradza go z młodym studentem. Kiedy on podejmuje próbę uratowania małżeństwa, okazuje się, że od lat miał kochankę.